# Jerzy Konopa
Jerzy Kazimierz Konopa (ur. 4 marca 1933, zm. 21 października 2017) – polski inżynier, profesor nauk chemicznych.

## Życiorys
W 1963 r. obronił pracę doktorską, w 1975 r. uzyskał stopień doktora habilitowanego. W 1986 r. otrzymał tytuł profesora nauk chemicznych. Pracował w Katedrze Technologii Leków i Biochemii na Wydziale Chemicznym Politechniki Gdańskiej.